# 建築基準法内未定義用語
建築基準法内において、定義されずに引用されている建築用語を以下にまとめる。これらの用語は建築用語として一般的な用語と明らかに区別されている。しかし、定義されずに引用されているため、これらの用語の示すところが度々問題になる。
- 敷地境界線
建築物の敷地の外周のこと。
慣習的、または、敷地測量の都合上、測量点間を境界線というが、実状は敷地外周全体として折れ曲がった一（いち）の敷地境界線である。
また、敷地境界線は前面道路の境界線と隣地境界線に類別される。
- 前面道路の境界線
敷地境界線のうち、前面道路に接する境界線のこと。
慣習的、または、敷地測量の都合上、測量点間を境界線というが、実状は一の前面道路に対しては、全体として折れ曲がった一（いち）の前面道路の境界線が存在する。
引用：法第56条など
- 隣地境界線
敷地境界線のうち、連接する土地との境界線のこと。
慣習的、または、敷地測量の都合上、測量点間を境界線というが、実状は全体として折れ曲がった一（いち）の隣地境界線が存在する。
引用：法第2条、法第53条、法第56条、法第65条など
- 前面道路の反対側の境界線
前面道路の境界線に対する用語。建築物の敷地側から見て手前が前面道路の境界線、向こう側が前面道路の反対側の境界線となる。共に現況の位置を表している。
引用：法第56条など
- 道路中心線
用例：道路中心線に面する外壁（令第136条の2）
道路の位置を定める際の基となる中心位置のこと。この道路中心線に幅員を割り当てる。道路中心線が現況の道路の幅の中心位置を通るとは限らない。
建築基準法内では、下記「前面道路の中心線」という用語とは別に用いられていることから、前面道路以外の道路の中心線も含むものと思われる。
引用：法第2条など
- 前面道路の中心線
用例：その他の前面道路の中心線からの水平距離（令第132条）
前面道路の位置を定める際の基となる中心位置のこと。この前面道路の中心線に幅員を割り当てる。前面道路の中心線が現況の道路の幅の中心位置を通るとは限らない。
引用：令第132条、令第134条など
- 前面道路
用例：前面道路とみなす道路等（令第131条の2）
建築物の敷地が接する、法第42条に規定される道路のこと。
引用：法第52条、法第56条、法別表第3など
- 幅員
用例：幅員の最大な前面道路（令第132条）
差渡しの幅のこと。幅員は道路中心線に対して認定されるため、便宜的に幅員方向は道路中心線に直交することになる。現況での向こう側までの距離（幅）ではない。
なお、建築基準法内で「道路幅員」という用語は用いられていない。
引用：法第42条、法第43条、法第52条、法第56条など
- 幅
用例：[幅の2分の1（令第135条の12）
現況での向こう側までの距離のこと。幅員と異なり、計測方向がない。
引用：令第135条の3、令第135条の4、令第135条の12など
- 敷地の地盤
用例：建築物及び敷地の地盤（令第135条の5）
敷地の形状を上面とした立体のこと。
天板（上面）が地盤面の位置、底面は無限大の位置をもった土台である。
なお、建築物と地面の接する位置の３ｍ以内ごとの高低差の平均が地盤面である。
また、起伏をもった敷地の表面（地表面）のことではない。
引用：令第135条の5など
- 水平
用例：水平距離（法第56条）
高低差、方向を考慮しないため360度方向が対象範囲であること。
建築基準法内では、範囲を表す指標として”水平距離”を用いることが多い。
引用：法第56条、令第132条など
- 地面
用例：地面と接する位置（法別表第4欄外）
起伏のある土地の表面のこと。地表面ともいう。地盤面とは異なる。
引用：令第2条など
- 面する
用例：前面道路に面する部分の両端（令第135条の9） 向かい合う、～向きの・・・
向いている側の後ろ側を含めない方向のこと。
向いている方向に対して180度程度の範囲を表すものと思われるが、厳密な方向は考慮されない。
また、面する対象に接している必要はない。
建築基準法内で、範囲を限定するための指標として”面する”を用いることが多い。
用例として掲げた、”（敷地の）前面道路に面する部分の両端”であるが、観測者の立ち位置は前面道路上にある。
前面道路から見て取れる（敷地の）部分の両端、が観測対象となる。
引用：法第56条、令第130条の11、令第135条の9など
- 外側
用例：・・・だけ外側の線上（法第56条第7項第2号）
対象の内側ではない範囲を表すが、厳密な方向は考慮されない。
建築基準法内で、範囲を限定するための指標として”外側”を用いることが多い。
用例として掲げた”（隣地境界線から）・・・だけ外側の線上”であるが、観測者の立ち位置は敷地内にあり、隣地境界線を通して臨むことのできる敷地の内側を含めない外側の方向へ観測した線上を示す。
引用：法第56条、令第135条の12など